# ميكي بيستوريوس
ميكي بيستوريوس (بالإنجليزية: Micki Pistorius)‏ ولدت في 19 مارس 1961 في بريتوريا. هي طبيبة في علم النفس الشرعي أو علم النفس الاستقصائي في جنوب إفريقيا ومؤلفة. كانت أول امرأة في مهنتها وأول محللة في جنوب أفريقيا. وتقول إنها تعاني من الـ"كربتومنيزيا" وهو إدراك حسي لا شعوري بالقتلة.

## الحياة المهنية

### الصحافة
بعد تخرجها بدرجة بكالوريوس، بدأت بيستوريوس العمل في العلاقات العامة، والتي شملت كتابة البيانات الصحفية، قبل الانتقال إلى الصحافة. بدأت في صحيفة محلية، ثم انتقلت للعمل كصحفية أخبار إذاعية في شركة الإذاعة الجنوب أفريقية (SABC) في بريتوريا، وشمل ذلك أيضًا بعض العمل في التلفزيون.
بعد انتقالها إلى كيب تاون، كتبت لمجلة نسائية قبل أن تعين في منصب إداري في قسم النشر لدى الصندوق العالمي للطبيعة في ستيلينبوش. بعد مغادرتها لهذا العمل، عادت إلى بريتوريا وعملت في العلاقات العامة في حديقة حيوان بريتوريا.

### العمل الجنائي
ثم تقدمت بيستوريوس بطلب للالتحاق ببرامج الشرف ودرجة الماجستير في علم النفس في جامعة بريتوريا، وحصلت على كلا الدرجتين بامتياز. بدأت التدريس في علم النفس، واكتسبت سمعة للغرابة.
انضمت بيستوريوس إلى خدمة الشرطة في جنوب أفريقيا (SAPS) في عام 1994، حيث أسست وترأست وحدة علم النفس الجنائي (IPU)، المعروفة أيضًا باسم قسم علم النفس الجنائي (IPS)، كأخصائية نفسية جنائية رئيسية.
في غضون عامين من هذا التعيين، أكملت درجة الدكتوراه، مع أطروحتها: "نهج تحليلي نفسي لقتلة السلسلة". أثناء كتابة أطروحتها حول قتلة السلسلة، الأولى في جنوب أفريقيا، طورت نظريتها التي تربط بين التطور النفسي الجنسي الفرويدي والقتل التسلسلي. كما قامت بتجميع مناهج دورات علم النفس الجنائي.
بحلول عام 1997، كانت بيستوريوس قد دربت أكثر من 100 محقق للتحقيق في الجرائم التسلسلية، وخلفين اثنين، بما في ذلك إلما ري ميبرغ. قالت لاحقًا إنها كانت مقبولة من قبل المحققين وعملت بشكل جيد معهم، وأن التدريب الذي طورته امتد دوليًا.
شاركت بيستوريوس في أكثر من ثلاثين قضية قاتل تسلسلي أثناء وجودها في SAPS. من بين القتلة الذين عملت على قضاياهم نورمان أفزال سيمونز، موسى سيثول، ديفيد سيليبي، ستيوارت ويلكن، سيبو ثوالا، فيلافي ندلانجاماندلا، سيدريك ماكي، ديفيد ممبينغوا، وكريستوفر ملينغوا زيكود.
في عام 2000، استقالت من الشرطة برتبة تعادل مشرف أول، وانضمت إلى شركة تحقيقات خاصة. طلبت المشورة عندما أدركت أنها تعاني من اضطراب ما بعد الصدمة.

#### الزملاء والوحدة
إلما ري ميبرغ، التي كانت عضوًا مؤسسًا في IPU/IPS، عملت بشكل وثيق مع بيستوريوس. لديها درجة في علم الجريمة وعلم النفس من جامعة نورث ويست ودبلوم في العدالة الجنائية والتدقيق الجنائي من جامعة جوهانسبرغ، واعتبارًا من 2021 كانت الوحيدة المدربة في تحليل الشخصيات الجنائية التي توظفها SAPS. اعتبارًا من 2022 كانت ميبرغ لا تزال في IPS، بعد أن تمت ترقيتها إلى مقدم. إنها العضو الأطول خدمة في الوحدة، وربما أطول محلل شخصيات جنائية في إنفاذ القانون. قامت بتدريب ثلاثة ضباط شرطة لتولي مهامها عندما تتقاعد حوالي عام 2031، عندما تبلغ الستين.
جيرارد لابوشاغني، الذي حصل على دكتوراه في علم النفس الإكلينيكي وعمل سابقًا في مستشفى نفسي يقوم بالتقييمات الجنائية قبل الانضمام إلى الوحدة، تولى قيادتها بعد رحيلها. لكنه قال إنه كان عليه أن يتعلم الكثير من الكابتنين إلماري مايبرغ ولين إيفانز في وحدة التحقيقات الجنائية. كتب كتابًا بعنوان "يوميات المحلل النفسي" (2020) حول بعض القضايا التي عمل عليها.

### التلفاز
انضمت بيستوريوس إلى شركة إنتاج التلفزيون زيرون (المملوكة من قبل الممثلة ساندرا برينسلو والمنتج جان غرونيوالت)، وكتبت نصوصًا وشاركت في تقديم سلسلتين وثائقيتين عن الجريمة. وظهرت أيضًا في عدد من الأفلام الوثائقية المحلية والدولية عن الجريمة، بما في ذلك من قبل SABC وM-Net وKykNET وبي بي سي وغيرها. عرضت قناة كانال بلوس في فرنسا فيلمًا وثائقيًا بعنوان ميكي والريح السوداء عن مسيرتها كمحللة نفسية، وظهرت مقالات عنها في عدة مجلات دولية، بما في ذلك باريس ماتش. تم إصدار سلسلة تلفزيونية من 11 جزءًا حول الجرائم الحقيقية، بعنوان Catch Me a Killer ومستندة على سيرتها الذاتية التي تحمل نفس الاسم، وتم إصدارها بواسطة Showmax في بداية عام 2024. الكاتبة الرئيسية للسلسلة كانت إيمي جيفتا، وشارلوت هوب تؤدي دور بيستوريوس. تم إنتاج السلسلة بالاشتراك مع شركة الإنتاج الألمانية Night Train Media، مع CMak (المملكة المتحدة) وM-Net (جنوب أفريقيا). كانت بيستوريوس مستشارة في السلسلة، ووفرت أيضًا الدعم العاطفي لهوب خلال التصوير. السلسلة من إخراج تريسي لاركومب.

### الكتابة
قام ناشر بريطاني بدعوتها لكتابة سيرتها الذاتية، والتي أصبحت كتابها الأكثر مبيعًا دوليًا "أمسكني قاتلًا" (2000)، بعد أن اشترت دار نشر بنجوين جنوب أفريقيا المخطوطة ونشرتها.
أثناء عملها في الشركة الخاصة، كتبت بيستوريوس كتاب "غرباء في الشارع: نظرة تاريخية على قتلة المسلسل في جنوب أفريقيا" (2002) الذي نشرته أيضًا بنجوين جنوب أفريقيا، ثم كلفتها دار النشر بكتابة "إناث قاتلات" (2004)، الذي وصف جرائم 51 مجرمة. في نفس العام، نشرت رواية تاريخية بعنوان "سورغ". تلاها كتاب "تحليل قتلة المسلسل والجرائم الأخرى" في عام 2005. تم نشر الترجمة الأفريكانية لكتاب "أمسكني قاتلًا" بعنوان "ظلال في الظلال" في عام 2006.

### الأنشطة اللاحقة
افتتحت بيستوريوس عيادة خاصة كأخصائية نفسية ومستشارة وكتبت بعض المقالات الداخلية قبل أن تتخذ منحى آخر في حياتها المهنية. في عام 2010، سجلت للحصول على درجة الشرف في علم الآثار الكتابي. أكملت الدرجة خلال عام واحد بعد البحث وتقديم 15 مقالة. أيضًا في عام 2010، قدمت نصائح كخبيرة نفسية في قضية محكمة تتعلق بامرأة ارتكبت اعتداءً جنسيًا على الأطفال تحت تأثير عاشقها المسيطر."Barbie 'psychologically imprisoned' by Dirk". The M&G Online (بالإنجليزية). 11 Feb 2010. Archived from the original on 2022-07-18. Retrieved 2017-05-30. اعتبارًا من 2013 كانت لا تزال تستشير الوكالات الحكومية في جنوب أفريقيا. في عام 2015، طورت موقعًا تفاعليًا يسمى أبطال: نظرة نفسية على تصورات الرجال حول العلاقات، بعد مقابلة العديد من الرجال حول آرائهم حول الحب والجنس والزواج والطلاق والعلاقات الأفلاطونية. في هذا العمل، تستخدم الأساطير اليونانية مجازيًا وتستخدم دراسات الحالة لتوضيح الموضوعات. في 9 فبراير 2024، أطلقت بيستوريوس قناتها الخاصة على يوتيوب، "Micki Pistorius Profiler on Record".